# ليو كويلو
ليو كويلو هو لاعب كرة قدم برازيلي في مركز الدفاع، ولد في 17 مايو 1993 في ريو دي جانيرو في البرازيل. لعب مع ناسيونال ساو باولو.

## وصلات خارجية
- ليو كويلو على موقع قاعدة بيانات كرة القدم.إي يو (الإنجليزية)
- ليو كويلو على موقع Soccerway.com (الإنجليزية)